# Índice interactivo de parámetros para bicicleta
El índice de Predicción de Referencia Inteligente, denominado índice IBP ( en inglés, Intelligent Benchmark Prediction, IBP index) es una puntuación que valora el grado de dificultad de una ruta, recorrida en bicicleta de montaña o de carretera, andando (senderismo) o corriendo. cuando comenzó se denominaba Interactive Bicycling Parameters index, por nacer en el ciclismo. El sistema detecta automáticamente cómo se ha realizado la ruta. Por ello, el índice de dificultad que se obtendrá irá acompañado de las siguientes siglas: BYC para rutas realizadas en bicicleta, HKG para rutas andando y RNG para rutas corriendo.
Se obtiene analizando los datos de latitud, longitud y altura en multitud de puntos del recorrido. Estos puntos se obtienen del track grabado con el GPS, que los recoge de manera automática con una cadencia aproximada de 50 puntos por kilómetro en función de las variaciones del terreno y los cambios de dirección. A partir de estos puntos se calculan las distancias recorridas en los diferentes tramos de subidas y bajadas (1%, 5%, 10%, etc.), se computan los porcentajes que representan sobre el total, los metros totales ascendidos, descendidos, los ratios medios de subida y de bajada, los kilómetros totales y la distribución de los tramos de subida.
Se aplica una fórmula matemática estandarizada y se obtiene una puntuación entre 0 e infinito. Esta puntuación es 100% objetiva; no se tiene en cuenta ningún valor subjetivo, como pudiera ser estado del terreno, los tiempos empleados, los factores climáticos o el estado de forma físico.
El índice es útil para poder conocer el grado de dificultad de diferentes rutas comparándolas entre sí; al no tener en cuenta factores subjetivos, el valor será significativo para cada cual.  
Ejemplo: un IBP de 60 será una ruta muy dura para un no iniciado, normal para alguien con una preparación media y muy fácil para un profesional.
Ejemplo de análisis IBP: